# Soyaló
Soyaló es una localidad del estado mexicano de Chiapas, cabecera del municipio homónimo. 

## Toponimia
El nombre Soyaló proviene del náhuatl y se traduce como "camino entre palmeras".

## Geografía
Está ubicada en la posición 16°53′26″N 92°55′22″O / 16.89056, -92.92278, a una altitud de 1163 m s. n. m.

## Demografía
Cuenta con 4486 habitantes lo que representa un incremento promedio de 1.1% anual en el período 2010-2020 sobre la base de los 4014 habitantes registrados en el censo anterior. Ocupa una superficie de 1.401 km², lo que determina al año 2020 una densidad de 3202 hab/km².
| Gráfica de evolución demográfica de Soyaló entre 2000 y 2020      |
|                                                                   |
| Fuente: Instituto Nacional de Estadística Geografía e Informática |

La población de Soyaló está mayoritariamente alfabetizada (7.27% de personas analfabetas al año 2020) con un grado de escolarización en torno de los 8 años. El 11.84% de la población es indígena.